# Resolució 1573 del Consell de Seguretat de les Nacions Unides
La Resolució 1573 del Consell de Seguretat de les Nacions Unides fou adoptada per unanimitat el 16 de novembre de 2004. Després de reafirmar les resolucions anteriors sobre Timor Oriental (Timor-Leste), en particular les resolucions 1410 (2002), 1473 (2003), 1480 (2003) i 1543 (2003), el Consell va ampliar el mandat de Missió de Suport de les Nacions Unides a Timor Oriental (UNMISET) durant sis mesos fins al 20 de maig de 2005.

## Resolució

### Observacions
El Consell de Seguretat va elogiar els esforços del govern del Timor Oriental i les persones que desenvolupen institucions per a un estat independent, incloses les infraestructures, l'administració pública, la llei i les capacitats de defensa. Va assenyalar que encara no havia aconseguit l'autosuficiència en algunes d'aquestes àrees. El treball de la UNMISET i el progrés realitzat també s'han valorat a aquest respecte. A més, el Consell va acollir les bones relacions entre Timor Oriental i els països veïns.

### Actes
El mandat mandat de la UNMISET es va ampliar per un període final de sis mesos en la seva mida i composició existents, tal com es descriu a la Resolució 1543. Es va demanar a la UNMISET que se centrés en la seva estratègia de sortida per tal d'ordenar per retornar la responsabilitat a les autoritats timoreses. Mentrestant, es va demanar a la comunitat de donants que continués brindant assistència a Timor Oriental i als organismes de les Nacions Unides que ajudessin en la transició d'una missió de manteniment de la pau a un marc de desenvolupament sostenible.
La resolució també va reafirmar la necessitat de lluitar contra la impunitat i es va demanar al Secretari General Kofi Annan que vigilés de prop la situació.